# Euodynerus angulatus
Euodynerus angulatus är en stekelart som först beskrevs av Henri Saussure 1855.  Euodynerus angulatus ingår i släktet kamgetingar, och familjen Eumenidae. Utöver nominatformen finns också underarten E. a. alexandriae.